# Kapitalinkomst
En kapitalinkomst, inkomst av kapital är en inkomst som hänför sig till sparat kapital till skillnad från inkomst av tjänst  eller förvärvsinkomst som hänför sig till arbete.
En vanlig typ av kapitalinkomst är ränta på sparade pengar. Andra typer är realisationsvinst vid försäljning av värdepapper eller fastighet och utdelning på värdepapper.
Fram till 2012 hade Finland en skatteprocent på 28% för kapitalinkomst, men från 2012 framåt delades kapitalinkomst in i två grupper. Mellan 2012 och 2013 hade de som tjänar under 50 000 euro en skatteprocent på 30 % och de som tjänar över 50 000€ betalar 32 %. År 2014 sänktes gränsen till 40 000 euro för den högre skatteprocenten.
I Sverige beskattas kapitalinkomster på två olika sätt beroende på sparform. Den ordinarie skatten på kapitalinkomster (Kapitalvinstskatt) är 30 procent sedan århundradets skattereform 1991, men sedan år 2012 finns även Investeringssparkonto där en skatt dras genom en schablon istället för som andel av kapitalinkomsten .